# 1980年日本參議院選舉
第12屆日本參議院議員通常選舉（1980年）6月22日舉行。當天也同時舉行第36屆眾議院議員總選舉，是日本首次舉行眾參同日選舉。選舉之前，內閣總理大臣大平正芳突然病逝。自由民主黨在當天的兩院選舉中都大獲全勝。

## 概況
「四十日抗爭」後，自民黨內的隔閡嚴重，以福田派、三木派和中曾根派為首的反主流派成立了「自民黨刷新聯盟」，要求大平為不斷曝光的金權政治丑聞辭職，以及追究瀆職的議員，並且以此打擊以田中派和大平派為首的主流派。
各在野黨打算在形勢有利的情況下協調戰略，為1980年舉行的參議院選舉備戰。1980年5月16日，社會黨在眾議院提出了對大平內閣的不信任動議，起初在野黨並沒有希望動議會通過，但是反主流派在眾議院全體會議審議動議案時幾乎集體缺席。據說當時「刷新連」以為黨執行部會出面進行調停，但是田中和大平不愿意，就將計就計讓不信任動議在反主流派缺席下表決通過，以便進行大選。5月19日，大平決定解散眾議院，並且在6月22日進行有史以來第一次眾參同日選舉。
當時民眾普遍厭倦自民黨長年累月的派閥鬥爭，又對大平內閣處理腐敗問題時的縱容不滿；自民黨的民意低下，內閣支持率只有不到20%，選舉形勢嚴峻，所以反主流派和主流派決定暫時停戰，攜手應付選舉。不過5月30日，大平在東京新宿一次演說之後就因狹心病入院，並且在6月12日逝世。選舉的焦點馬上發生轉移，大平是日本戰後首位是任內病逝的首相，激起民眾的敬仰和同情，人民紛紛質疑究竟是甚麼將大平致于死地。
而自民黨很好地抓住了這個機會，不論是主流派還是反主流派，每位候選人都大唱已故首相的贊歌，使這次選舉變成「吊喪選舉」；自民黨還暗示大平逝世後，黨總裁將會在中曾根康弘、宮澤喜一、河本敏夫三人中產生，使民眾對自民黨的革新重新抱有較大的希望。而在野黨都被突如其來的眾參同日選舉以及大平的逝世打亂了陣腳。
結果這次選舉的投票率由上次的68.5%上升到75.5%，自民黨取得輝煌勝利，在眾議院取得135席，比選前多11席；在眾議院的選舉同樣取得不俗的成績。而其它在野黨的議席數普遍大量流失。

## 選舉數據

### 內閣
- 第二次大平內閣（第69代）

### 投票日
- 1980年（昭和55年）6月22日

### 改選数
- 126
  - 地方區 - 76
  - 全國區 - 50

### 選舉制度
- 地方區
  - 小選舉區制 ‐ 改選数26
    - 2人區（單記投票） - 26

  - 中選舉區制 ‐ 改選数50
    - 4人區（單記投票） - 15
    - 6人區（單記投票） - 4
    - 8人區（單記投票） - 2
- 全國區
  - 大選舉區制 ‐ 改選数50
- 秘密投票
- 20歳以上男女公民

## 選舉結果

### 投票率
- 75.5％

### 議席数

參議院政黨派別勢力圖

| #             | 政黨／無黨派 | 改選 | 非改選 | 合計 |
| ------------- | ------------ | ---- | ------ | ---- |
| 執政黨        | 自由民主黨   | 69   | 66     | 135  |
| 在野黨、 其它 | 日本社會黨   | 22   | 25     | 47   |
| 在野黨、 其它 | 公明黨       | 12   | 14     | 26   |
| 在野黨、 其它 | 日本共產黨   | 7    | 5      | 12   |
| 在野黨、 其它 | 民社黨       | 5    | 6      | 11   |
| 在野黨、 其它 | 新自由俱樂部 | 0    | 3      | 3    |
| 在野黨、 其它 | 社會民主連合 | 1    | 1      | 2    |
| 在野黨、 其它 | 無黨派       | 10   | 4      | 14   |
| 在野黨、 其它 | 小計         | 57   | 58     | 115  |
| 合計          | 合計         | 126  | 124    | 250  |

### 政黨、政治團體

#### 自由民主黨
- 黨本部總裁：大平正芳
- 黨本部副總裁：西村英一
- 執行部幹事長：櫻內義雄
- 總務會長：鈴木善幸
- 政務調査會長：安倍晋太郎
- 國會對策委員長：金丸信
- 參議院議員會長：德永正利

#### 日本社會黨
- 中央執行委員長：飛鳥田一雄
- 中央執行副委員長：阿具根登、北山愛郎、下平正一
- 執行部書記長：多賀谷真稔
- 政策審議會長：武藤山治
- 國會對策委員長：田邊誠
- 參議院議員會長：阿具根登

#### 公明黨
- 中央執行委員長：竹入義勝
- 中央執行副委員長：淺井美幸、多田省吾、二宮文造
- 執行部書記長：矢野絢也
- 政策審議會長：正木良明
- 國會對策委員長：大久保直彦
- 參議院議員團長：鈴木一弘

#### 民社黨
- 中央執行委員長：佐佐木良作
- 中央執行副委員長：小平忠、中村正雄、向井長年
- 執行部書記長：塚本三郎
- 政策審議會長：大內啟伍
- 國會對策委員長：永末英一
- 參議院議員會長：向井長年
- 常任顧問：春日一幸、西尾末廣

#### 日本共產黨
- 中央委員會議長：野坂參三
- 幹部會委員長：宮本顯治
- 幹部會副委員長：市川正一、岡正芳、瀨長龜次郎、西澤富夫
- 書記局長：不破哲三
- 政策委員會責任者：上田耕一郎
- 國會對策委員長：松本善明
- 參議院議員團長：岩間正男

#### 新自由俱樂部
- 常任幹事會代表：河野洋平
- 常任幹事會幹事長：田川誠一
- 政策委員會責任者：小林正巳
- 國會對策委員長：山口敏夫

#### 社會民主連合
- 常任役員會代表：田英夫
- 常任役員會副代表：江田五月、大柴滋夫
- 執行部書記長：楢崎彌之助
- 政策委員會責任者：安東仁兵衛
- 國會對策委員長：阿部昭吾

## 議員

### 選舉区当選
自民党   社会党   公明党   共產党   民社党   其他小黨   無黨籍 
| 北海道     | 北海道     | 北海道     | 北海道     | 青森縣     | 岩手縣   | 宮城縣     | 秋田縣     | 山形縣     |            |
| 高木正明   | 岩本政光   | 對馬孝且   | 小笠原貞子 | 山崎龍男   | 增田盛   | 遠藤要     | 佐佐木滿   | 安孫子藤吉 |            |
| 福島縣     | 福島縣     | 茨城縣     | 茨城縣     | 栃木縣     | 栃木縣   | 群馬縣     | 群馬縣     | 埼玉縣     | 埼玉縣     |
| 八百板正   | 鈴木省吾   | 岩上二郎   | 矢田部理   | 森山眞弓   | 大島友治 | 福田宏一   | 山田讓     | 名尾良孝   | 瀨谷英行   |
| 千葉縣     | 千葉縣     | 神奈川縣   | 神奈川縣   | 山梨縣     | 東京都   | 東京都     | 東京都     | 東京都     |            |
| 井上裕     | 赤桐操     | 秦野章     | 竹田四郎   | 中村太郎   | 安井謙   | 三木忠雄   | 上田耕一郎 | 宇都宮德馬 |            |
| 新潟縣     | 新潟縣     | 富山縣     | 石川縣     | 福井縣     | 長野縣   | 長野縣     | 岐阜縣     | 静岡縣     | 静岡縣     |
| 長谷川信   | 志苫裕     | 吉田實     | 安田隆明   | 熊谷太三郎 | 夏目忠雄 | 小山一平   | 藤井丙午   | 戶塚進也   | 青木薪次   |
| 愛知縣     | 愛知縣     | 愛知縣     | 三重縣     | 滋賀縣     | 京都府   | 京都府     | 大阪府     | 大阪府     | 大阪府     |
| 大木浩     | 三治重信   | 高木健太郎 | 齋藤十朗   | 山田耕三郎 | 上田稔   | 神谷信之助 | 中山太郎   | 中村銳一   | 白木義一郎 |
| 兵庫縣     | 兵庫縣     | 兵庫縣     | 奈良縣     | 和歌山縣   | 鳥取縣   | 島根縣     | 岡山縣     | 岡山縣     |            |
| 中西一郎   | 本岡昭次   | 安武洋子   | 新谷寅三郎 | 前田勳男   | 石破二朗 | 龜井久興   | 加藤武德   | 寺田熊雄   |            |
| 廣島縣     | 廣島縣     | 山口縣     | 德島縣     | 香川縣     | 愛媛縣   | 高知縣     | 福岡縣     | 福岡縣     | 福岡縣     |
| 永野嚴雄   | 小西博行   | 江島淳     | 内藤健     | 平井卓志   | 仲川幸男 | 谷川寬三   | 藏内修治   | 小柳勇     | 桑名義治   |
| 佐賀縣     | 長崎縣     | 熊本縣     | 熊本縣     | 大分縣     | 宮崎縣   | 鹿兒島縣   | 鹿兒島縣   | 沖繩縣     |            |
| 福岡日出麿 | 初村瀧一郎 | 田代由紀男 | 園田清充   | 後藤正夫   | 上条勝久 | 井上吉夫   | 川原新次郎 | 喜屋武真榮 |            |

### 全国区当選
自民党   社会党   公明党   共產党   民社党   社會民主聯合   革新自由聯合   無黨籍 
| 1位-10位  | 市川房枝 | 青島幸男 | 鳩山威一郎 | 宮田輝   | 中山千夏 | 山東昭子     | 大鷹淑子 | 岡部三郎 | 美濃部亮吉 | 大河原太一郎 |
| 11位-20位 | 田淵哲也 | 田澤智治 | 齋藤榮三郎 | 村上正邦 | 長田裕二 | 岡田廣       | 井上孝   | 關口惠造 | 板垣正     | 源田實       |
| 21位-30位 | 向井長年 | 山中郁子 | 福間知之   | 丸茂重貞 | 梶原清   | 目黑今朝次郎 | 鈴木一弘 | 松浦功   | 田中正巳   | 峯山昭範     |
| 31位-40位 | 坂野重信 | 片山甚市 | 大川清幸   | 野田哲   | 江藤智   | 鈴木和美     | 二宮文造 | 阿具根登 | 太田淳夫   | 鹽出啟典     |
| 41位-50位 | 藤原房雄 | 鶴岡洋   | 松本英一   | 近藤忠孝 | 中野鐵造 | 柄谷道一     | 伊藤郁男 | 立木洋   | 粕谷照美   | 和田静夫     |

- 遞補 - 因向井長年於1980年6月23日去世。

| 秦豐 |

### 補選
- 岐阜選舉区 藤井丙午（1980.12.14去世）→藤井孝男（1981.2.1補選）
- 鳥取選舉区 石破二朗（1981.9.16去世）→小林国司（1981.11.1補選）
- 廣島選舉区 永野嚴雄（1981.10.8去世）→宮澤弘（1981.11.29補選）
- 沖繩選舉区 喜屋武眞榮（參選沖繩縣知事）→大城眞順（1982.11.14補選）
- 富山選舉区 吉田實（1982.11.16去世）→沖外夫（1982.12.26補選）
- 静岡選舉区 戶塚進也（參選眾議院議員）→藤田榮（1983.12.18補選）
- 奈良選舉区 新谷寅三郎（1984.12.16去世）→服部安司（1985.2.3補選）
- 熊本選舉区 園田清充（1985.9.7去世）→守住有信（1985.10.20補選）

### 初次當選者
注意：曾經是眾議院議員的有「※」標示。
自由民主黨
- 板垣正
- 井上孝
- 井上裕※
- 岩本政光
- 江島淳

- 大河原太一郎
- 大木浩
- 岡部三郎
- 梶原清
- 川原新次郎

- 藏內修治※
- 關口惠造
- 高木正明
- 田澤智治
- 田中正巳※

- 谷川寬三※
- 內藤健
- 仲川幸男
- 福田宏一
- 松浦功

- 村上正邦
- 森山真弓

日本社會黨
- 鈴木和美
- 本岡昭次
- 八百板正※
- 山田讓

公明黨
- 大川清幸
- 鶴岡洋※
- 中野鐵造

民社黨
- 伊藤郁男
- 小西博行

革新自由連合
- 中山千夏

無黨派
- 宇都宮德馬※
- 高木健太郎
- 中村銳一
- 美濃部亮吉
- 山田耕三郎

### 重返參議院者
日本共產黨
- 近藤忠孝

### 引退不參選者
自由民主黨
- 青井政美
- 糸山英太郎
- 上原正吉
- 久次米健太郎
- 小林國司

- 鹽見俊治
- 高橋誉富
- 藤川一秋
- 二木謙吾

日本社會黨
- 案納勝
- 栗原俊夫
- 野口忠夫
- 吉田忠三郎

公明黨
- 阿部憲一
- 內田善利
- 上林繁次郎

日本共產黨
- 河田賢治

無黨派
- 有田一壽

### 落選的原議員
自由民主黨
- 望月邦夫

日本社會黨
- 大塚喬
- 久保亘
- 濱本万三
- 森下昭司
- 安永英雄

公明黨
- 相澤武彦
- 矢原秀男

日本共產黨
- 內藤功
- 小卷敏雄
- 橋本敦
- 渡邊武

無黨派
- 大谷藤之助

## 后續
自民黨在日本首次對眾參同日選舉中大獲全勝，反映出民眾希望借此次選舉實現政治凈化，掃除金權政治。不過自民黨沒有兌現選舉時的承諾。開始的三位候選人都不被派閥平衡接受，反宮澤勢力和田中派聯合擁立大平派的二號人物鈴木善幸，於是田中、福田、鈴木三派在7月15日的自民黨兩院議員總會上，以黨內元老、副總裁田村英一裁定的形式，「舉黨一致」推舉鈴木出任新總裁。對此自民黨沒有進行公開的總裁競選的做法，許多民眾表示了不滿，甚至有人后悔了在選舉中投票給自民黨的議員。而在三年之後的眾議院選舉中，自民黨的選票確實大量流失，在眾議院連半數都不保。
自民黨的勝利改變了國會內「保革伯仲」的局面，而在野黨在這次選舉中的失敗，使它們不得不認真審視多年來的黨路線，以及提出更多的連立政權構想。公明黨在當年年底終于認可了日美安保條約和自衛隊，雖然社會黨對公明黨的右傾路線不滿，但還是繼續社公聯合。
共產黨在此次選舉中的議席銳減，而且自此以後的多次選舉，議席還不斷減少，一直到1990年代末才開始扭轉頹勢。

## 外部連結
- 第12回參議院議員選舉
- 第12回參議院議員補選（岐阜選舉區）
- 第12回參議院議員補選（千葉選舉區）
- 第12回參議院議員補選（岐阜選舉區）
- 第12回參議院議員補選（鳥取選舉區）
- 第12回參議院議員補選（廣島選舉區）
- 第12回參議院議員補選（佐賀選舉區）
- 第12回參議院議員補選（沖繩選舉區）
- 第12回參議院議員補選（富山選舉區）
- 第12回參議院議員補選（栃木選舉區）